# Contabilidad generacional
La contabilidad generacional es un método para medir las cargas fiscales que enfrentan los niños de hoy y del mañana. El trabajo de Laurence Kotlikoff sobre la relatividad del lenguaje fiscal demuestra que las medidas fiscales convencionales, incluido el déficit del gobierno, no están bien definidas desde la perspectiva de la teoría económica. En cambio, su medición refleja convenciones de etiquetado fiscal económicamente arbitrarias. El "problema de etiquetado económico", como lo llama Kotlikoff, ha dado lugar a graves interpretaciones erróneas de las posiciones fiscales de diferentes países, comenzando por Estados Unidos, que tiene una relación deuda/PIB relativamente pequeña, pero que posiblemente se encuentre en peor situación fiscal, que cualquier país desarrollado. La identificación de Kotlikoff del problema de etiquetado económico, comenzó con su artículo de 1984 Deficit Delusion en The Public Interest, que lo llevó a presionar por la contabilidad generacional, un término que acuñó y que proporciona el título de su libro de 1993, Generational Accounting.

## Historia
En 1991, Kotlikoff, junto con Alan Auerbach y Jagadeesh Gokhale, produjo el primer conjunto de cuentas generacionales para los Estados Unidos. Su estudio demostró una importante brecha fiscal que separa los futuros compromisos de gasto del gobierno y sus medios para pagar esos compromisos, presagiando aumentos dramáticos en las cargas tributarias netas de por vida que enfrentan las generaciones jóvenes y futuras. La contabilidad generacional y la contabilidad de la brecha fiscal desarrollada por Auerbach, Gokhale y Kotlikoff se ha convertido en un medio cada vez más estándar para evaluar la sostenibilidad de la política fiscal y cómo los diferentes países pretenden tratar a sus próximas generaciones. Por ejemplo, la contabilidad generacional reciente del FMI y la contabilidad de la brecha fiscal de Kotlikoff confirman los problemas fiscales a largo plazo verdaderamente graves que enfrenta los EE. UU.
La contabilidad generacional considera cuánto es probable que pague cada generación adulta, por persona, en impuestos futuros netos de pagos de transferencia, durante el resto de sus vidas. La suma de estos pagos de impuestos netos de por vida restantes de los adultos y restarlos de la brecha fiscal revela cuánto deben pagar los niños de hoy y de mañana para resolver la brecha fiscal del país si los adultos actuales no pagan más, en términos netos. Esta carga residual que enfrentan los niños de hoy y de mañana se les asigna en proporción a sus niveles proyectados de ingresos laborales de por vida. Es decir, si se espera que cada generación sucesiva de niños experimente, en promedio, un nivel un 1 por ciento más alto de ingresos de por vida, la contabilidad generacional asigna a las generaciones sucesivas pagos netos de impuestos de por vida que son un 1 por ciento más altos.
Ni la contabilidad de la brecha fiscal ni la contabilidad generacional son medidas perfectas de sostenibilidad fiscal. Ninguno de los dos sufre problemas económicos graves de etiquetado. Pero ambos plantean el espinoso tema de cómo descontar los impuestos y las transferencias futuras cuando son inciertos. El Informe de los Fideicomisarios del Seguro Social, en la Tabla IVB6, proporciona un análisis de brecha fiscal de horizonte infinito cada año para el Sistema de Seguro Social por sí mismo en el que los actuarios utilizan una tasa de descuento real del 3 por ciento. El tamaño de la brecha fiscal puede depender de la elección de la tasa de descuento. Pero también lo es el tamaño del valor presente del PIB futuro con el que se compara. Por tanto, la relación entre la brecha fiscal y el valor presente del PIB es mucho menos sensible a la elección de la tasa de descuento. Es esta relación la que determina qué ajuste se necesita para eliminar la brecha fiscal. En el caso de Estados Unidos, la brecha fiscal es ahora del 12 por ciento del valor presente del PIB, lo que sugiere que se necesitaría un ajuste fiscal inmediato y permanente equivalente al 12 por ciento del PIB para eliminar la brecha fiscal.

## Crítica
La brecha fiscal y la contabilidad generacional tienen sus críticos. Algunos creen que el gobierno no enfrenta un presupuesto intertemporal, que es la base de la brecha fiscal y los marcos contables generacionales. Creen que el gobierno puede cumplir con sus obligaciones recortando los impuestos y aumentando el gasto para estimular la economía lo suficiente como para que el aumento endógeno de los impuestos pague con creces la pérdida inicial de ingresos netos. Otros críticos creen que la contabilidad generacional se basa en argumentos engañosos y un malentendido fundamental de la deuda pública.